# فرانكفورت
فرانكفورت أو فرانكفورت أم ماين (بالألمانية: Frankfurt am Main) أو إفرنقبرذ كما أسماها الإدريسي، هي مدينة تقع في وسط غرب ألمانيا على ضفاف نهر الماين في ولاية هسن. تعد العاصمة الاقتصادية لألمانيا بسبب وجود مقار العديد من الشركات والبنوك وبورصة فرانكفورت ومقر البنك المركزي الأوروبي بالإضافة إلى المعارض الكثيرة التي تقام فيها سنوياً. يبلغ عدد سكانها 691.518 نسمة (إحصاءات عام 2011). تكثر بها الأبنية العالية وبسبب موقعها على نهر الماين، يرمز لها أحياناً «بماينهاتن» تشبهاً بحي مانهاتن في نيويورك. بها أيضاً جامعة يوهان فولفغانغ فون غوته وعدة معاهد عليا. يعد مبنى كوميرز بانك (البنك التجاري) في المدينة أعلى بناية مكاتب في أوروبا بارتفاع قدره 258 متراً. تاريخياً عايشت فرانكفورت أحداث تنصيب العديد من الأباطرة (القياصرة) في ألمانيا، كما كانت مقرا لاجتماعات المجلس الوطني التشريعي الألماني عام 1848، والذي اعتبر لاحقاً عماد الدولة الألمانية الحديثة. الفيلسوف الألماني غوته هو من مواليد المدينة، وفيها وُلد مؤسس بنك روتشيلد التي كان لها أثر كبير على تاريخ أوروبا.

## التسمية
كانت أولى الأسماء المذكورة من عام 794 للمدينة هي فراكونفورد (Frankonovurd) باللغة الألمانية القديمة العليا أو (Vadum Francorum) باللاتينية، وتغير الاسم إلى فراكينفوررت (Frankenfort) خلال العصور الوسطى ومن بعدها إلى فراكينفورت (Franckfort) و(Franckfurth) في العصر الحديث. وبحسب المؤرخ التشيكي ديفيد غانس تمت تسمية المدينة في حوالي عام 146 بعد الميلاد بواسطة بانيها وهو ملك إفرنجي يدعى باسم زونا، والذي حكم هذه المنطقة التي كانت تُعرف بمسمى سيكامبريون. وقد تمنى ان يتم تخليد اسم ذريته. حيث اشتق الاسم من كلمة (Franconofurd) وهي قبيلة جرمانية إفرنجية.
وبحلول القرن التاسع عشر، تم تأسيس الهجاء الرسمي للمدينة وهو Frankfurt ، ونادراً ما يرى الهجاء الإنجليزي القديم (Frankfort) للإشارة إلى فرانكفورت أم ماين، وبالرغم من ذلك العديد من المدن والبلدات خصوصاً في الولايات المتحدة الأمريكية تستخدم هذا الهجاء القديم، على سبيل المثال: فرانكفورت، كنتاكي (فرانكفورت (كنتاكي))، فرانكفورت، نيويورك (فرانكفورت (نيويورك))، فرانكفورت، إلينوي (فرانكفورت (إلينوي))
وقد تم استخدام اللاحقة «أم ماين» (am Main) بانتظام منذ القرن الرابع عشر، ويُترجم اسم المدينة الكامل للعربية بمعنى «فرانكفورت على الماين» (Frankfurt am Main)، وتقع فرانكفورت على مخاضة نهر الماين.
تُعرف المدينة ببساطة بإسمها فرانكفورت بين المتحدثين غير الألمان، ولكن الألمان يطلقون عليها اسمها الكامل للتفرقة بينها وبين المدينة الألمانية فرانكفورت أودر الواقعة بالولاية الفدرالية براندنبورغ، بين الحدود البولندية.
تستخدم الاختصارات فرانكفورت ماين، فرانكفورت (م)، فرانكفورت أيه. أم، أو فرانكفورت/أم في لوحات الطرق وخدمات السكك الحديدية، والاختصار الشائع للمدينة هو "FMM" ويستخدم أيضاً رمز إياتا "FRA" لمطار فرانكفورت.

## التاريخ

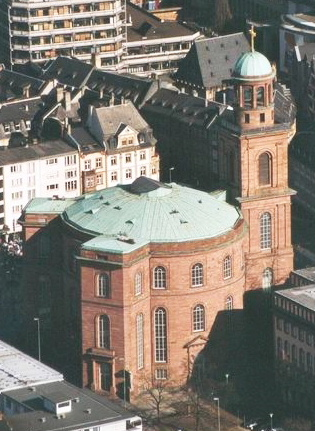
كنيسة القديس بولص (فرانكفورت)

دلت الآثار أن المنطقة تم استيطانها منذ العصر الحجري. يرجع للرومان في اكتشاف المكان التي تقوم فوقه المدينة اليوم، وهذا منذ القرن الـ1 قبل الميلاد. وردت أول إشارة إلى المكان في المخطوط الذي ألفه إيغنهارد" (كاتب سيرة الإمبراطور شارلمان أو شارل العظيم) والذي يعود إلى القرن الـ8 للميلاد، أطلق عليها اسم "فرانكونوفورد" (Frankonovurd). أثناء عهد حكم الإمبراطور شارلمان 800-814، كان يجتمع فيها وكبار مستشاريه لعقد مجلسهم، تم اختيارها عاصمة لمنطقة فرنكونيا. اشتهرت بأسواقها ومعارضها، وأصبحت من أهم المراكز المالية والتجارية. بعد إصدار وثيقة الختم الذهبي (نسبة إلى الأختام المعدنية التي كان يستعملها الأباطرة الجرمانيون) لعام 1356 م، تم اختيار فرانكفورت لإقامة مراسيم التتويج الإمبراطوري. أصبحت ومنذ 1372، مدينة إمبراطورية حرة، ثم قلعة من قلاع المذهب البروتستانتي في القرن الـ16 م.
التحت بحلف الراين عام 1806 م، قبل أن يجعل منها نابليون عاصمة لدوقية جديدة شملت العديد من المدن المجاورة. استرجعت مرة أخرى مكانتها كمدينة حرة (1815 ومؤتمر فيينا)، استقر فيها المجلس التشريعي (دييت) للتحالف الجرماني المتشكل. قامت بروسيا بضمها عام 1866 م، بعد حربها مع النمسا. تعرضت لدمار كبير بعد الغارات الجوية لقوات الحلفاء عليها، أثناء الحرب العالمية الثانية، إلا أن عملية إعادة ترميمها أعادت إليها شيئا من طابعها القديم.

## الاقتصاد

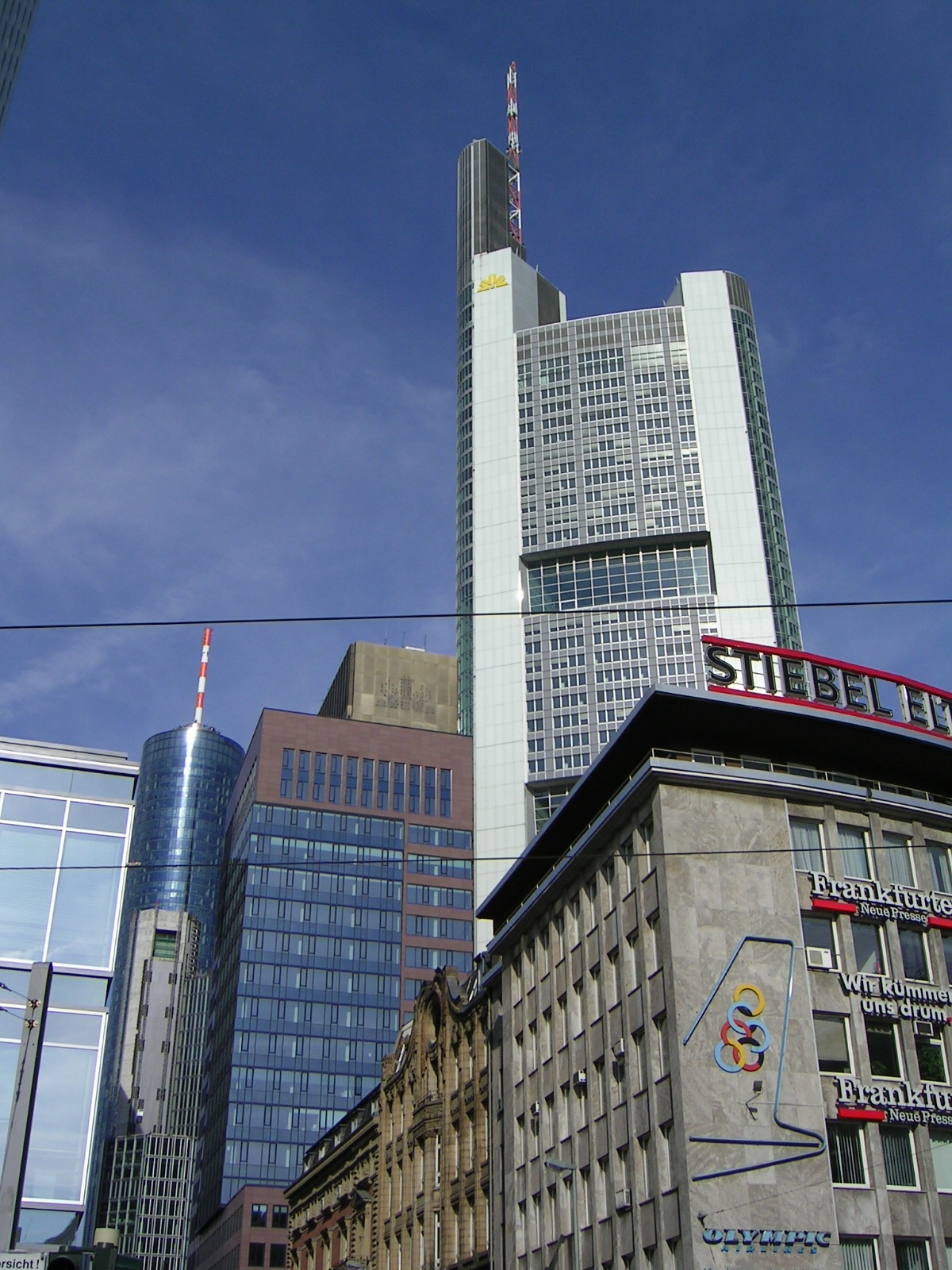
المباني الحديثة في فرانكفورت، ويظهر مبنى الـ كوميرز بانك (البنك التجاري) في الخلفية

فرانكفورت تعد واحدة من أهم المراكز المالية العالمية وهي عاصمة ألمانيا المالية، تتبعها ميونخ. وتحتل المرتبة الثامنة في مؤشر تطور المراكز المالية العالمي (2013)، والثامنة عالمياً في مؤشر المراكز التجارية (2008)، والتاسعة في مؤشر المراكز المالية العالمية (سبتمبر 2013)، والعاشرة حسب مؤشر المدن العالمية (2011)، والحادية عشر في مؤشر المدن العالمية للقدرة التنافسية (2012)، وكما تحتل أيضا المرتبة الثانية عشر لمؤشر المدن الابتكارية (2011)
تقع فرانكفورت في نقطة تقاطع طرق الاتصالات الحيوية في ألمانيا: السكك الحديدية، الطرق البرية والنهرية والجوية، يوجد بها مطارين، ويعتبر مطار راين-ماين الأكبر في ألمانيا، والثاني في أوروبا من حيث نسبة الإشغال. نظرا للأفضلية التي يوفرها موقعها الجغرافيا والنشاطات التقليدية العريقة للمدينة والتي تعود إلى القرون الوسطى، أصبحت فرانكفورت اليوم العاصمة الاقتصادية لألمانيا. تحتضن فرانكفورت أكبر سوق للمال (بورصة) في البلاد، كما يوجد فيها مقر البنك الإتحادي الألماني (BUBA)، وتعبر من أكبر مراكز المال في أوروبا، من المؤسسات الكبيرة المتواجدة فيها أيضا: البنك المركزي الأوروبي (CEB). نظرا للعدد الكبير من ناطحات السحاب المتواجدة فيها أطلق البعض عليها لقب ماين-هاتن (تلميح إلى نهر الماين من جهة وجزيرة مانهاتن في نيويورك، والشهيرة بمبانيها الشاهقة). إلى جانب المال، تعتبر فرانكفورت قطبا تجاريا مهما، ويقام فيها سنويا عدة معارض دولية، كمعرض الكتاب الذي تشتهر به.
انطلقت مع مطلع القرن الـ19 م الحركة الصناعية في فرانكفورت، ومن أهمها الكيماويات، (على غرار مجموعة هوخست/Höchst)، صناعة السيارات (شركة أوبل/Opel)، صناعة الجلود (مدبغة أوفنباخ/Offenbach، في الضاحية الجنوب غربية للمدينة)، قطاع الصناعات الصيدلية، المنسوجات، صناعية الحلويات، والكتب.

## المعالم العمرانية

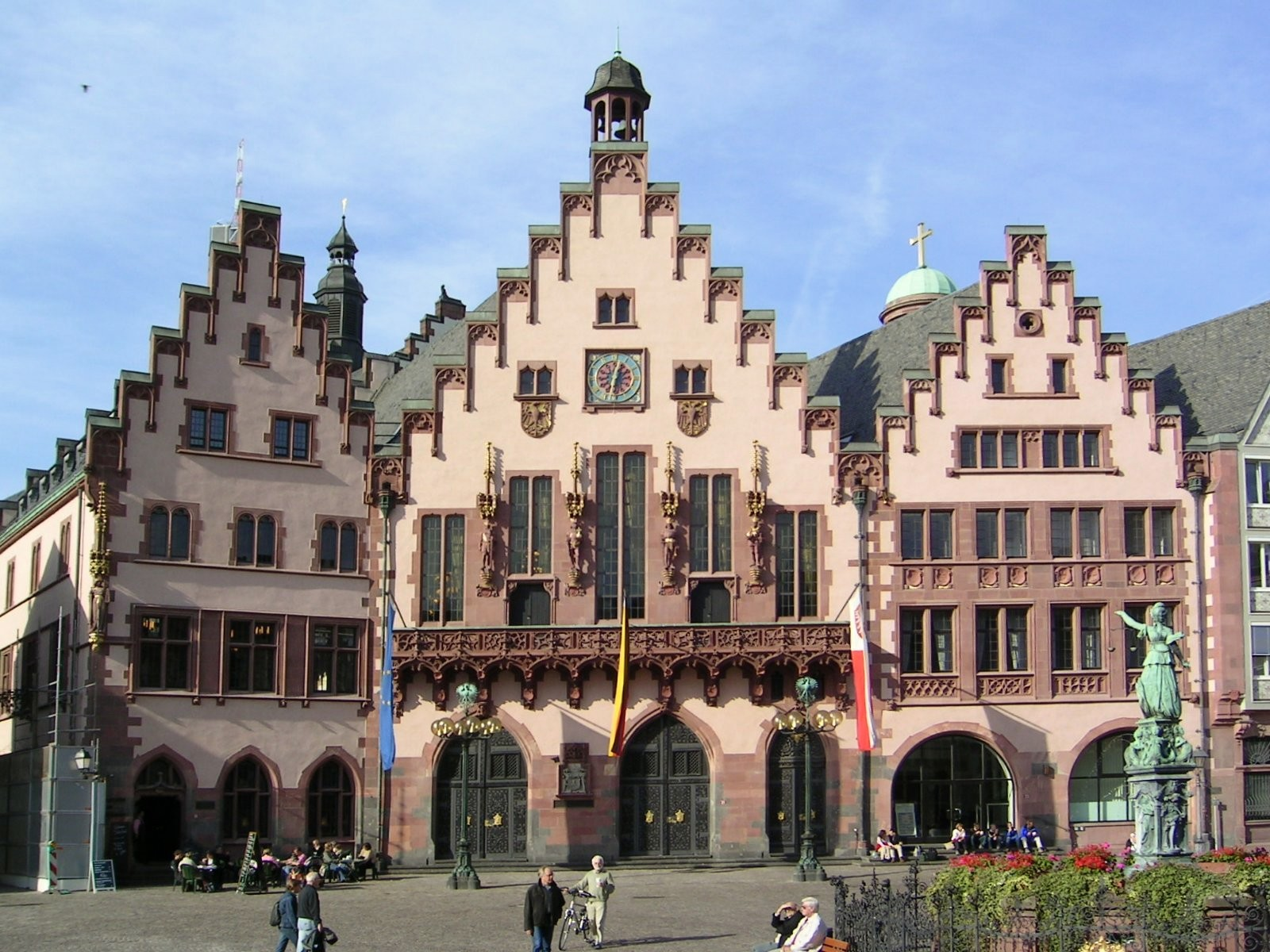
بيوت الرومر التقليدية، كانت ولمدة خمسة قرون تستعمل كمقر للمجلس البلدي المحلي في فرانكفورت

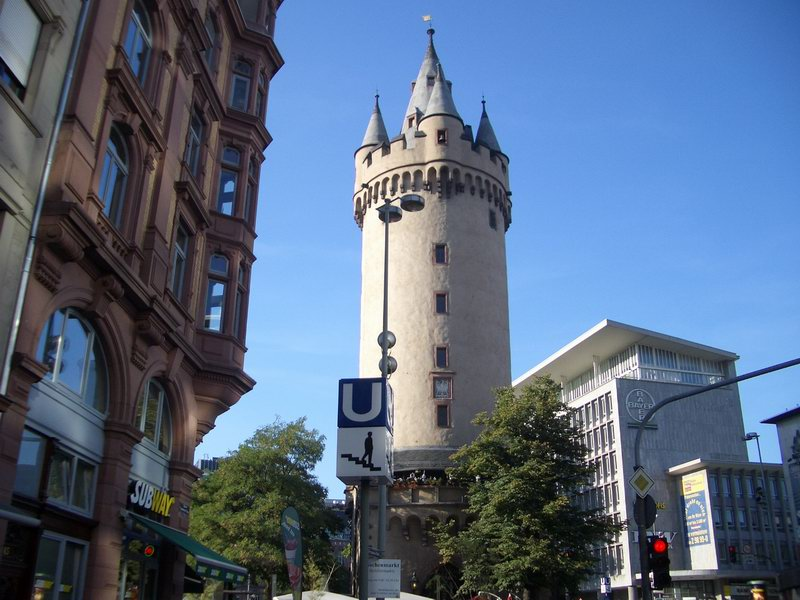
بوابة وبرج إيشنهايم (Eschenheimer Turm)

تمتد المدينة على ضفتي نهر الماين، تقع المدينة القديمة (Altstadt أو القصبة) على الضفة الشرقية، وفي الناحية الأخرى على الضفة الغربية تتواجد المدينة الجديدة (Neustadt)، يقطن المدينة القديمة العديد من التجار والحرفيين، ولا زالت تحتفظ إلى اليوم ببعض من معالم الشاهدة على عمارة القرون الوسطى. تتخذ المؤسسات الكبيرة مقرا لها في حي الأعمال الشهير في المدينة الجديدة، وتشتهر هذه بمبانيها الكبيرة والحديثة.
يعود تاريخ بناءه إلى القرن الـ14 م، وقد تم ترميمه مؤخرا (1980 م). بوابة وبرج إيشنهايم (Eschenheimer Turm) (تعود إلى عام 1426 م)، قصر أمراء تورن وتاكسس (والذي كانت تقام اجتماعات المجلس التشريعي للتحالف الجرماني) بالإضافة إلى المنزل الذي عاش فيه الفيلسوف غوته أثناء طفولته.
تعتبر كاتدرائية القديس بارثولوميوس من أهم الأبنية الدينية الموجدة بالمدينة. شيدت في القرن الـ13 م، على أنقاض كنيسة قديمة (القرن الـ9 م)، كان يجتمع فيها الأمراء من أنحاء البلاد الألمانية ويقومون بانتخاب إمبراطور جديد من بينهم، ثم ومنذ 1562 م أصبحت المكان التي تتم مراسيم تتويج الاباطرة الجرمانيون. توجد بفرانكفورت العديد من الكنائس الأخرى: كنسية القديس بولص (القرنين الـ18-19 للميلاد)، وكان مبناها قد احتضن أول برلمان ألماني بين الفترة من 1848-1849 م (برلمان فرانكفورت)، كنسية القديس ليونارد (القرنين الـ15 و16 م) وكنسية القديس ميكائيل (1953 م).

## الثقافة والفنون

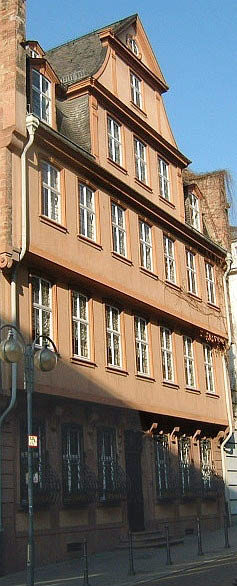
المنزل الذي عاش فيه الفيلسوف الألماني غوته أثناء طفولته (فرانكفورت)

لمدينة فرانكفورت دور ثقافي ريادي. أنشئت جامعتها سنة 1914 م، وعرفت بروز أهم التيارات الفلسفية في القرن الـ20 م، والذي أطلق عليه «مدرسة فرانكفورت». تحتضن المدينة العديد من المتاحف، وتتجمع أغلبها في المنطقة التي يطلق عليها «رصيف المتاحف» (Museumsufer)، وهي مشروع معماري كبير أنشئ على امتداد نهر الماين.
بالإضافة إلى متحف شتيدل () والمشهور بمجموعة أعمال لفنانين من ألمانيا وهولندا، والتي تعود إلى فترة ما قبل عصر النهضة. يضم هذا المجمع متحفا للبريد، ومتاحف للفنون التزيينية، وأخرى لعلم الأجناس والسينما. تم بمناسبة الذكرى الخمسين لليلة البلور (الكريستال) تشييد المتحف اليهودي، يقع ضمن المجمع السابق دائما، في قصر روتشيلد -على الضفة الأخرى من النهر-، وهي عائلة يهودية من أصحاب اشتهرت عالم المال، تعود أصولها إلى فرانكفورت. يقوم المتحف بسرد تاريخ اليهود في ألمانيا، من العصور الوسطى وحتى الفترة المعاصرة، ويركز بالأخص على تاريخ الحي اليهودي في فرانكفورت.
تشتهر فرانكفورت بمجموعة المقتنيات اتي يضمها متحف سينكنبرغ للتاريخ الطبيعي وعلم الأحافير(Senckenberg)، ومتحف الفن الحديث (1991)، والذي صممه المعماري النمساوي هانز هولاين (Hans Holbein). كما تتواجد فيها فرقة ويليام فورسيتيه (William Forsythe) للرقص.

## المشهد الحضري

### أبرز المعالم
الرومر

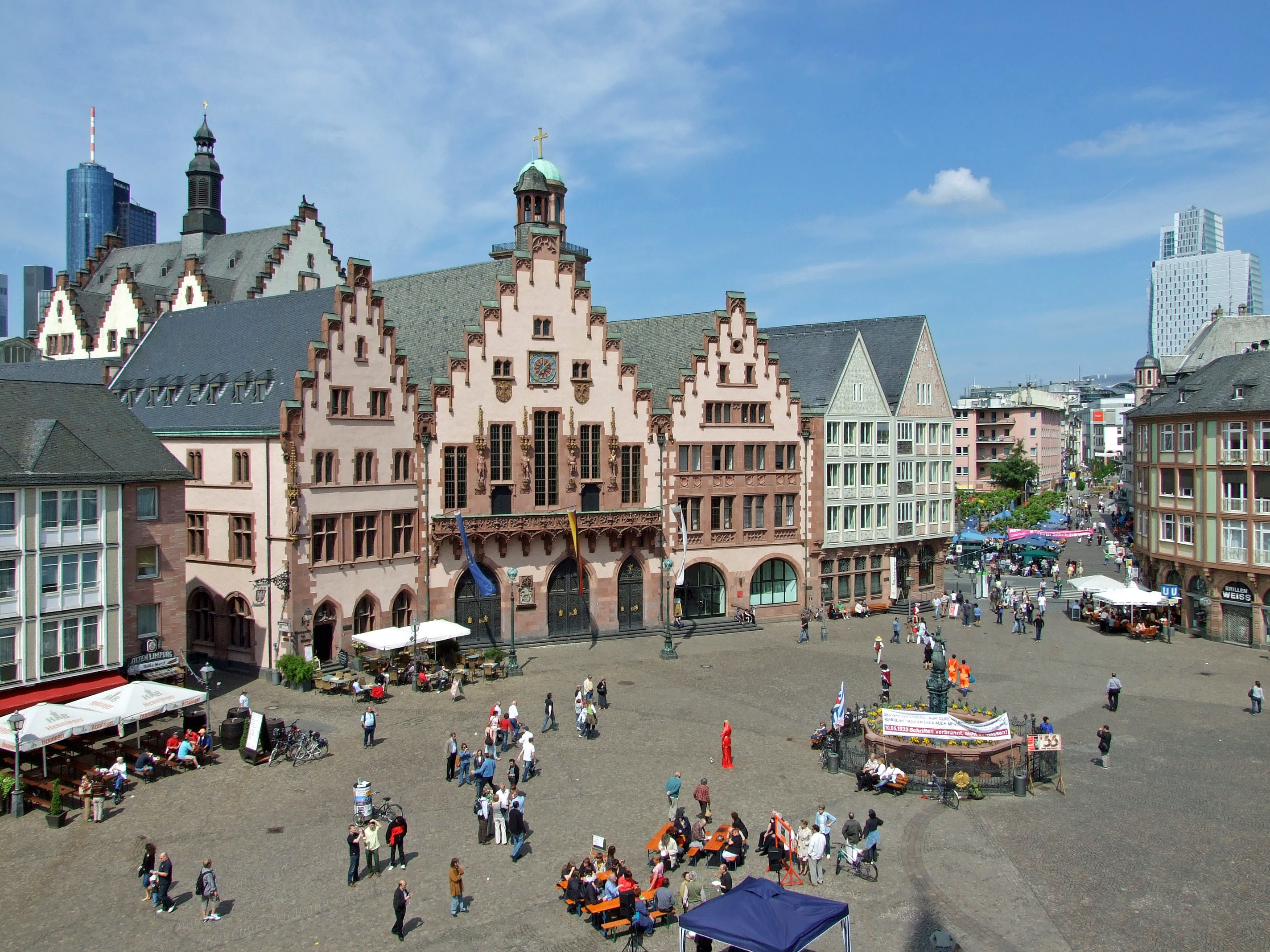
مُجمَّع الرومر وهو دار المدينة وتظهر ساحة رومبرغ المحيطة به

رومر (Römer) هي كلمة ألمانية تعني «روماني» وهي عبارة عن مُجمَّع قديم يعود للعصورِ الوسطى يقع وسط المدينة القديمة يتألف من تسعةِ منازل تُشكَّلُ دار مدينة فرانكفورت (Rathaus). استطاع مجلس المدينة حيازة المنازل من عائلة تُجّار ميسورة عام 1405. غدا المنزل الأوسط مقراً لدار المدينة ورُربِطَ فيما بعد مع الأبنية المجاورة له. تقع «قاعة الإمبراطور» (Kaisersaal) في الطابقِ العلوي وفيها عقد الأباطرة المتوجين حديثاً الولائم خلال عهد الإمبراطورية الرومانية المقدسة. تعرض بنيان الرومر للدمار بصورة جزئية خلال الحرب العالمية الثانية وأعيد بنائها بعد انتهاء الحرب. ولقد سُميت ساحة رومربرغ (Römerberg) المحيطة بالمُجمَّع نسبةً إليها.
كان من المقرر إعادة تطوير وإعادة تشييد حي المدينة القديمة (Altstadt) السابق بين مُجمَّع الرومر وكاتدرائية فرانكفورت على شكل النمط المعماري الذي كان سائداً خلال حقبة قبل الحرب العالمية الثانية حيث تضررت هذه المنطقة بشدة خلال فترة الحرب.
كاتدرائية فرانكفورت
إن كاتدرائية فرانكفورت ليست كاتدرائية بالفعل بل هي الكنيسة الكاثوليكية الرئيسية للمدينة وهي مُكرّسة للقديس الرسولي برثولماوس. يعود تاريخ تشييد الكنيسة المبنية على النمط المعماري القوطي إلى القرنين الرابع عشر والخامس عشر، حيث أنها بُنيت فوق أساس كنيسة سابقة تعود للحقبة الميروفنجيونية.
من المعالم الأخرى المشهورة:
- شارع الزايل (Zeil): أكبر الشوارع التجارية في أوروبا، تنتشر على امتداده العديد من المحلات والمتاجر والمطاعم. ويربط بين هاوبتفاخه وكونستابلارفاخة أشهر ساحات المدينة.
- شارع غوته: (Goethe Str) وهو امتداد فرعي لشارع الزايل (Zeil) بالتوازي مع Freßgasse ويضم متاجر الماركات العالمية.
- متحف الفنون الحديثة.
- كنيسة القديس بولس: يعتبر بناءها حديث نسبيا، احتضنت عام 1848 م أول برلمان ألماني موحد.
- منزل غوته: منزل قديم ولد فيه الفيلسوف غوته.
- الأوبرا القديمة: يعود تاريخها إلى سنة 1880 م، تم إعادة بناءها بعد الحرب العالمية الثانية.
- معهد التاريخ المدني:
- متحف سينكينبيرغ: يعرض مجموعة من الأعمال الفنية الألمانية والهولندية لفترة ما قبل عصر النهضة.

## وصلات خارجية
- صفحة فرانكفورت على الإنترنت
- Frankfurt City Panoramas صور بانورامية للمدينة.